# Gabrielle Bernátová
Gabrielle Bernátová (* 1991, Trnava) je slovenská spisovatelka.

## Život
Vystudovala Střední zdravotnickou školu v Trnavě. Knižně debutovala v roce 2014 románem Dědička. Dále napsala dilógiu o tvrdých praktikách mafiánského prostředí s názvy Nevyzpytatelná mrcha (2014) a Nezastavitelná mrcha (2015). Její první nemafiánskou knihou je dílo V dobrém i ve zlém (2015).

## Tvorba
- 2014 – Dedička
- 2014 – Nevyspytateľná mrcha
- 2015 – Nezastaviteľná mrcha
- 2015 – V dobrom aj v zlom
- 2016 – ... aj v tom najhoršom